# زبان کره‌ای باستان
کره‌ای باستان (کره‌ای: 고대 한국어, 고대 조선어) نخستین مرحله مستند تاریخی زبان کره‌ای است، که در دوره شیلای متحد (۶۶۸–۹۳۵) رایج بود. علی‌رغم تلاش‌ها برای پیوند دادن این زبان به خانواده احتمالی آلتایی و به‌ویژه به زبان‌های ژاپنی، هیچ پیوندی میان کره‌ای باستان و هیچ زبان غیرکره‌ای به‌طور غیرقابل مناقشه نشان داده نشده‌است.
مرزهای دوره‌بندی کره‌ای باستان همچنان مورد مناقشه است. برخی از زبان‌شناسان، زبان‌های سه پادشاهی کره را که به صورت پراکنده تأیید شده‌اند، به عنوان گونه‌هایی از زبان کره‌ای باستان دسته‌بندی می‌کنند، در حالی که برخی دیگر این واژه را تنها برای زبان شیلا می‌دانند. زبان کره‌ای باستان به‌طور سنتی با سقوط شیلا در سال ۹۳۵ به پایان می‌رسد. این نیز اخیراً توسط زبان‌شناسان کره جنوبی به چالش کشیده شده‌است که در مورد گسترش دوره کره‌ای باستان تا اواسط سده سیزدهم استدلال می‌کنند، اگرچه این دوره‌بندی جدید هنوز به‌طور کامل پذیرفته نشده‌است.